# متیاپین
متیاپین(به انگلیسی: Metiapine) یک داروی ضدروان‌پریشی تیپیکال از گروه دی‌بنزوتیازپین است. به دلیل آزمایشات انسانی محدود، نتایج کمی در مورد ایمنی و اثربخشی متیاپین در انسان وجود دارد.

## مصارف پزشکی
متیاپین برای درمان اسکیزوفرنی مورد بررسی قرار گرفته‌است.

## عوارض جانبی
مانند سایر داروهای ضد روان پریشی تیپیکال، میزان بالایی از عوارض جانبی خارج هرمی دارد.
متیاپین دارای اثرات آنتی‌دوپامینرژیک قوی است و به عنوان یک آنتی‌سایکوتیک تیپیکال (یعنی نسل اول) طبقه‌بندی می‌شود.

## شیمی
متیاپین یک مشتق دی‌بنزوتیازپین است. مانند کلوتیاپین، متیاپین دارای اتم گوگرد است که جایگزین اتم نیتروژن موجود در داروهای ضدروان پریشی مشتق از دی‌بنزاپین مانند کلوزاپین می‌شود.

### سنتز
متیاپین را می‌توان از طریق مکانیسم زیر سنتز کرد: